# Emanuel Chvála
Emanuel Chvála (1. ledna 1851 Praha – 28. října 1924 tamtéž) byl český hudební kritik a skladatel.

## Život
Studoval na reálce v Praze a poté železniční inženýrství ve Vídni. V roce 1881 se oženil s Emanuelou Beranovou. Stal se úředníkem Buštěhradské dráhy a hudbou se zabýval pouze ve svém volném čase, ale na profesionální úrovni. Hru na klavír studoval u C. Müllera a J. Cainera. Ve skladbě a hudební teorii byl žákem Josefa Förstera a Zdeňka Fibicha.
Zabýval se i organizací hudebního života. Byl funkcionářem Umělecké besedy, členem Jednoty pro zvelebování hudby v Čechách, členem České akademie věd a umění a předsedou spolku J. Dalcroze. Na podnět Josefa Václava Sládka se začal věnovat hudební publicistice a kritice. Přispíval do hudebních časopisů (Lumír, Dalibor), ale i do denního tisku (Národní politiky) a to nejen českého, ale i německého.

## Dílo
Z díla Emanuela Chvály jsou nejvíce ceněny jeho písně. Ostatní skladby se dnes na koncertních pódiích objevují jen zřídka.

### Opera
- Záboj (na text Jaroslava Vrchlického, 1907, premiéra v Národním divadle 9. 3. 1918)

### Orchestrální skladby
- Sousedské pro smyčcový orchestr (1880)
- Koncertní ouvertura (1881)
- Mazurky (1899)
- Z jarních dojmů (symfonietta, 1899)
- O posvícení (1902) (premiéra 16.02.1902 Česká filharmonie, Ludvík Čelanský (dirigent))[3]

### Klavírní skladby
- Silhouetty (1879)
- Lístky do památníku (1881)
- Serenáda, Veseloherní pochod (na 4 ruce, 1891)
- Scherzino (1889)
- Sedmero sousedských nápadů (1889)
- Dostaveníčko (1898)
- Ze chvil ladných a teskných (1898)
- Pohádky (1902)

### Housle
- Polonéza (1879)
- Romance (1882)
- Andante a Scherzo (1882)
- Malá suita (1895)
- Serenáda (1901)
- Canzonetta (1904)

### Ostatní komorní hudba
- Smyčcový kvartet d-moll (1884)
- Smyčcový kvartet c-moll (prosinec 1897 premiéra – věnováno Českému kvartetu)
- Klavírní trio g-moll (1901)
- Klavírní kvintet B-dur (1903)

### Písně
- Čtvero písní (1879)
- Jarní píseň (1880, odměněno cenou Umělecké besedy)
- Tré písní (1882)
- Zmizelá radost (1896, odměněno prémií Umělecké besedy)
- Starosvětské písničky (text Josef Václav Sládek, 1900)
- Masopustní noc

### Sbory
- Nejnovější písničky (ženský)
- Tři písničky (ženský)
- Vy hory modravé (mužský,1878)
- 4 sbory (mužské)
- Tichá noc (mužský,1897)
- Lešetínské zvony (text Svatopluk Čech, smíšený, 1887)

### Články (výběr)
- Smetanovy skladby, Dalibor, II/1880 a III/1881
- K. M. z Webrů, Dalibor, VIII/1886
- Čtvrtstoletí české hudby, Rozpravy hudební č. 10, Fr. A. Urbánek, Praha, 1888
- O orchestrálních skladbách Griegových, Dalibor, XXV/1903
- Symfonické skladby Dvořákovy (sborník statí o jeho díle a životě), Praha, 1912
- Smetaniana, Hudební rozhledy, IX/1916